# تپه کالولی داغ غربی
تپه کالولی داغ غربی مربوط به دوره اشکانیان است و در شهرستان مشگین‌شهر، بخش مشکین شرقی، دهستان قره سو، روستای ارجق واقع شده و این اثر در تاریخ ۱۲ دی ۱۳۸۶ با شمارهٔ ثبت ۲۰۳۳۹ به‌عنوان یکی از آثار ملی ایران به ثبت رسیده است.